# 8731 Tejima
8731 Tejima è un asteroide della fascia principale. Scoperto nel 1996, presenta un'orbita caratterizzata da un semiasse maggiore pari a 2,3106285 UA e da un'eccentricità di 0,1226994, inclinata di 7,31367° rispetto all'eclittica.
L'asteroide è dedicato all'educatore giapponese Seiichi Tejima che contribuì sul finire del XIX secolo alla realizzazione dell'allora Museo dell'Educazione, oggi Museo Nazionale Giapponese delle Scienze.